# 中國香港殘疾人奧委會
中國香港殘疾人奧委會（英語：China Hong Kong Paralympic Committee，縮寫：HKPC）是香港的體育組織，於2022年4月1日由香港殘疾人奧委會暨傷殘人士體育協會（英語：Hong Kong Paralympic Committee & Sports Association for the Physically Disabled，縮寫：HKPC&SAPD）分拆成立。該組織現為香港獲得國際殘疾人奧林匹克委員會承認的唯一本地殘疾人奧委會，專責選派香港代表隊參加殘疾人奧林匹克運動會及各項國際殘奧委會認可之世界及地區性賽事。

## 外部連結
- 香港殘疾人奧委會 （页面存档备份，存于）